# Даниця Крстаїч
Даниця Крстаїч (нар. 1 березня 1987) — колишня чорногорська тенісистка.
Найвищу одиночну позицію світового рейтингу — 223 місце досягла 8 жовтня 2007, парну — 162 місце — 30 липня 2007 року.
Здобула 6 одиночних та 6 парних титулів.
Завершила кар'єру 2012 року.

## Фінали ITF
| Турніри $100,000 |
| Турніри $75,000  |
| Турніри $50,000  |
| Турніри $25,000  |
| Турніри $10,000  |

### Одиночний розряд: 8 (6–2)
| Результат | Ранг | Дата            | Турнір                           | Покриття  | Суперниця        | Рахунок       |
| --------- | ---- | --------------- | -------------------------------- | --------- | ---------------- | ------------- |
| Поразка   | 1.   | 10 серпня 2003  | Ребек, Бельгія                   | Ґрунт     | Ніколь Кріз      | 6–3, 0–6, 1–6 |
| Перемога  | 1.   | 9 травня 2004   | Варшава, Польща                  | Ґрунт     | Тереза Веверкова | 0–6, 7–5, 6–2 |
| Поразка   | 2.   | 20 червня 2004  | Подгориця, Сербія and Чорногорія | Ґрунт     | Андреа Петкович  | 1–6, 3–6      |
| Перемога  | 2.   | 19 червня 2005  | Ленцергайде, Швейцарія           | Ґрунт     | Карін Кнапп      | 6–2, 7–5      |
| Перемога  | 3.   | 24 липня 2005   | Дюссельдорф, Німеччина           | Ґрунт     | Франціска Ецель  | 6–2, 7–6(7–4) |
| Перемога  | 4.   | 10 вересня 2006 | Дюссельдорф, Німеччина           | Ґрунт     | Imke Kusgen      | 6–0, 1–6, 6–2 |
| Перемога  | 5.   | 4 березня 2007  | Бухен, Німеччина                 | Килим (i) | Нікола Франькова | 6–3, 3–6, 7–6 |
| Перемога  | 6.   | 13 вересня 2007 | Софія, Болгарія                  | Ґрунт     | Магда Міхалаке   | 3–6, 6–2, 6–2 |

### Парний розряд: 10 (6–4)
| Результат | Ранг | Дата            | Турнір                                        | Покриття   | Партнерка               | Суперниці                                | Рахунок          |
| --------- | ---- | --------------- | --------------------------------------------- | ---------- | ----------------------- | ---------------------------------------- | ---------------- |
| Поразка   | 1.   | 24 липня 2005   | Дюссельдорф, Німеччина                        | Ґрунт      | Олена Чалова            | Ольга Брозда Моніка Шнейдер              | 6–1, 1–6, 2–6    |
| Перемога  | 1.   | 11 вересня 2005 | Дурмерсгайм, Німеччина                        | Ґрунт      | Чалова Олена Валеріївна | Адріана Барна Кароліна Шнайдер           | 4–6, 6–4, 6–4    |
| Перемога  | 2.   | 4 червня 2006   | Галатіна, Італія                              | Ґрунт      | Рената Ворачова         | Кіра Надь Валентіна Сассі                | 6–4, 6–0         |
| Перемога  | 3.   | 3 вересня 2006  | Алфен-ан-ден-Рейн (муніципалітет), Нідерланди | Ґрунт      | Андрея Клепач           | Леслі Буткевіч Кароліне Мас              | 6–2, 7–6(7–1)    |
| Поразка   | 2.   | 17 вересня 2006 | Софія, Болгарія                               | Ґрунт      | Маша Зец-Пешкірич       | Матея Межак Ніка Ожегович                | 4–6, 3–6         |
| Перемога  | 4.   | 18 лютого 2007  | Стокгольм, Швеція                             | Тверде (i) | Ольга Панова            | Сорана Кирстя Мелані Саут                | 6–2, 0–6, 6–2    |
| Поразка   | 3.   | 9 червня 2007   | Загреб, Хорватія                              | Ґрунт      | Теодора Мирчич          | Каролина Йованович Анастасія Полторацька | 6–0, 4–6, 1–6    |
| Перемога  | 5.   | 9 вересня 2007  | Дюссельдорф, Німеччина                        | Ґрунт      | Франціска Ецель         | Linda Berlinecke Katrin Schmidt          | 6–1, 6–2         |
| Перемога  | 6.   | 30 вересня 2007 | Подгориця, Чорногорія                         | Ґрунт      | Сандра Мартинович       | Івана Абрамович Марія Абрамович          | 6–1, 6–2         |
| Поразка   | 4.   | 11 вересня 2011 | Подгориця, Чорногорія                         | Ґрунт      | Данка Ковинич           | Корінна Дентоні Флоренсія Молінеро       | 4–6, 7–5, [5–10] |